# Герб Кыргызстана
Герб Кыргызстана (Государственный герб Кыргызской Республики; кирг. Кыргыз Республикасынын Мамлекеттик герби) — государственный символ Кыргызстана, наряду с флагом и гимном. Утверждён парламентом Кыргызстана 14 января 1994 года.

## Описание
Официальное описание герба:
Государственный герб КР представляет собой изображение белого беркута с распростёртыми крыльями, помещённого в центре синего круга в белом обрамлении. На заднем плане расположены озеро, отроги гор Ала-Тоо и восходящее солнце с лучами золотистого цвета, помещённых по обе стороны стеблей хлопчатника и пшеничных колосьев. В верхней части круга расположена надпись «Кыргыз», а в нижней его части расположена надпись «Республикасы».

## Символика
Государственный герб Кыргызстана представляет собой форму круга, в котором условным языком символов выражены менталитет, особенности природы, культуры и хозяйствования киргизского народа.
На переднем плане в нижней большей части синего круга предстаёт фронтальное изображение белого сокола с широко раскрытыми крыльями. Птица «Ак Шумкар» как символ чистоты и благородства помыслов воспета в легендах и народном эпосе. Изображение на государственном гербе КР этой птицы означает образ жизни, традиционную культуру киргизов и символизирует защиту простирающейся за нею киргизской земли с озером Иссык-Куль (кирг. Ысык-Көл) и снежными вершинами гор Ала-Тоо. В глубине круга, из-за гор, занимая верхнюю часть Государственного герба КР, восходит солнце, золотыми лучами осеняя священную землю Кыргызстана.
Центральный сюжет имеет декоративное обрамление в виде ленточной полосы, дающей необходимые сведения: в верхней части расположено слово «Кыргыз», в нижней — «Республикасы». Боковые стороны обрамления содержат декор, слагающийся из мотивов орнамента, стилизованных раскрытых коробочек хлопка, колосьев пшеницы — основных возделываемых культур на киргизской земле.
Государственный герб КР исполнен в тёпло-холодной цветовой гамме. Светлый силуэт изображения на тёмном фоне строг и выразителен. По краю круг очерчен контурной линией. Государственный герб КР соответствует основным стандартным нормам геральдики.

## Авторы и техническая спецификация
Официально авторами государственного герба КР являются Асеин Абдраев и Садырбек Дубанаев. Но Асеин Абдраев утверждает, что единственным автором герба является он, а Дубанаев только испортил оригинальный герб.
Воспроизводимое изображение государственного герба КР независимо от его размеров должно в точности соответствовать цветному или чёрно-белому изображению эталона государственного герба КР, хранящегося в резиденции президента КР. Цвета государственного герба КР должны соответствовать цветам, указанным в технической спецификации государственного герба КР.
| Цвет             | PANTONE                | CMYK              | RGB            | HEX     |
| ---------------- | ---------------------- | ----------------- | -------------- | ------- |
| Синий            | PANTONE 2945 °C        | 100 — 53 — 2 — 16 | 0 — 102—161    | #0066a1 |
| Жёлтый (золотой) | PANTONE 123 °C         | 0 — 29 — 100 — 0  | 253 — 188 — 45 | #fdbc2d |
| Серый            | PANTONE Cool Gray 5 °C | 0 — 0 — 0 — 28    | 195 — 195—195  | #c3c3c3 |
| Голубой          | PANTONE 2995 °C        | 100 — 0 — 0 — 0   | 0 — 175—239    | #00afef |

## История
Герб Киргизской ССР, базирующийся на гербе Советского Союза, был принят 23 марта 1937 года, после чего в него вносились незначительные изменения. После распада СССР данный герб де-факто являлся государственным символом Киргизии до принятия 14 января 1994 года современного герба.
5 мая 1993 года была принята новая Конституция, которой было установлено новое название государства — Киргизская Республика (кирг. Кыргыз Республикасы), в статье 11 которой определено, что «Киргизская Республика имеет государственные символы — Флаг, Герб, Гимн. Их описание и порядок официального использования устанавливаются законом». Обсуждение проектов государственного герба длилось около 2 лет. В конкурсную комиссию пришло более 2000 проектов, после чего был выбран один из вариантов, ставший позднее современным гербом.
Современный герб утверждён 14 января 1994 года постановлением № 1429-ХII Верховного Совета (Жогорку Кенеш) Киргизской Республики «О Государственном гербе Киргизской Республики»; подтвержден в статье 10 Закона Киргизской Республики № 91 «О государственных символах Киргизской Республики», принятого 20 мая 2004 года.